# Lacul Tarnița

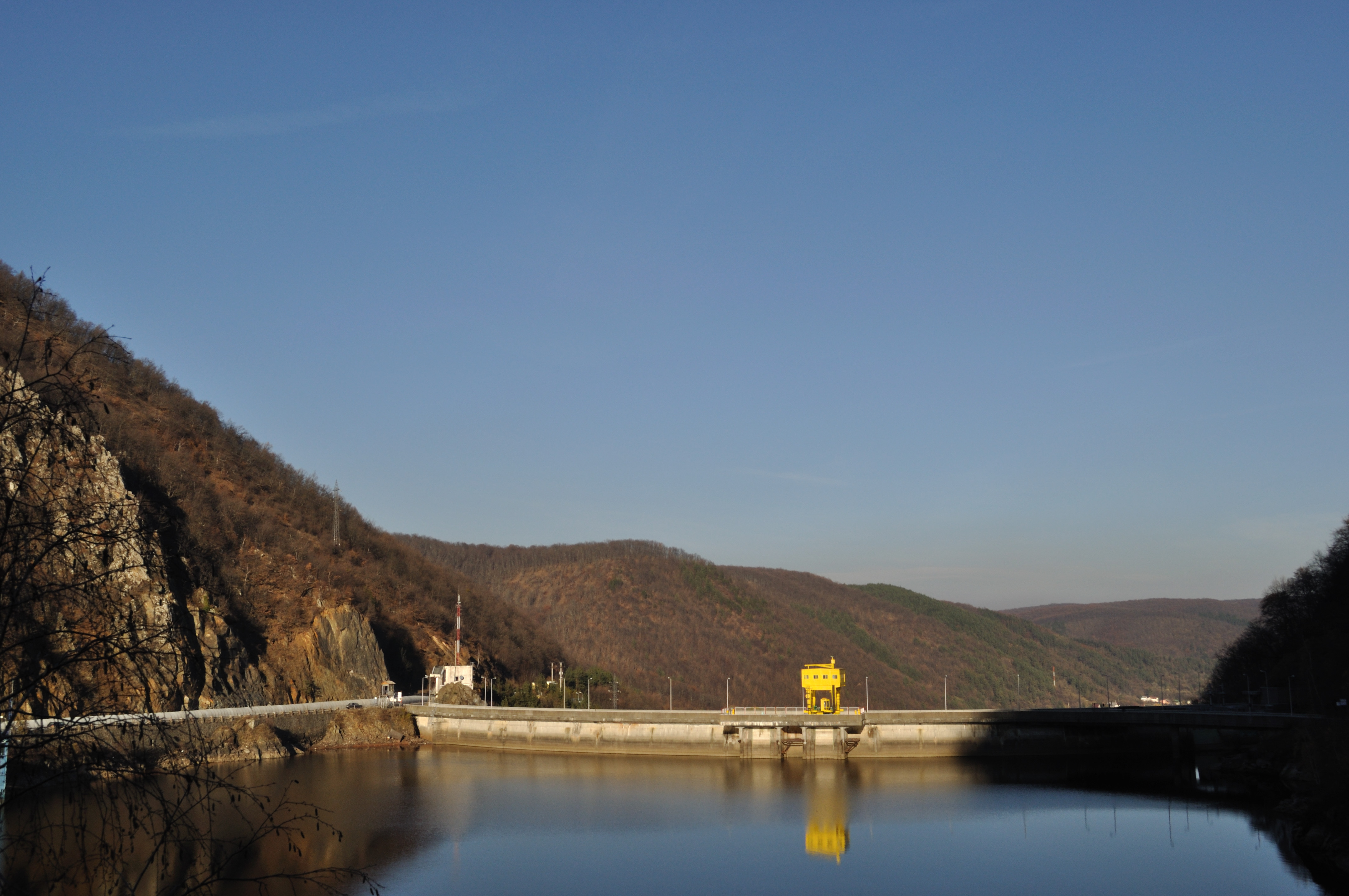
Barajul Tarnița

Lacul Tarnița este un lac de acumulare care se găsește între comunele Râșca, Mărișel și Gilău (județul Cluj), la vest de municipiul Cluj-Napoca. Cu o suprafață de cca. 215 ha și o lungime de peste 8 km și o adâncime maximă de peste 70 de metri, lacul Tarnița este una din cele mai apreciate zone turistice din județul Cluj. Este alimentat de apele Văii Someșul Cald (unul din afluenții Someșului Mic).

## Barajul Tarnița
Barajul Tarnița este un baraj în arc, construit în anul 1974, cu o înălțime de 97 m, cu o lungime a coronamentului de 237 m, care permite un debit deversor de 850 mc/s, având ca principal scop producerea de energie electrică.

## Hidrocentrala Tarnița
Primele grupuri energetice ale hidrocentralei Tarnița au fost puse în funcțiune în iunie 1974, cu o putere de 45 MW.

## Microhidrocentrala Tarnița
În data de 7 mai 2009, la barajul lacului de acumulare Tarnița au fost date în funcțiune două microhidroagregate echipate cu turbine Francis, fiecare dintre ele având o putere de 800 kW.

## Turism
Principalele activități desfășurate pe lac sunt navigatul cu iole, plimbarea cu caiacul, pescuitul, înotul și plimbările cu barca. 

## Imagini cu lacul și împrejurimile după golirea de fund din august 2008

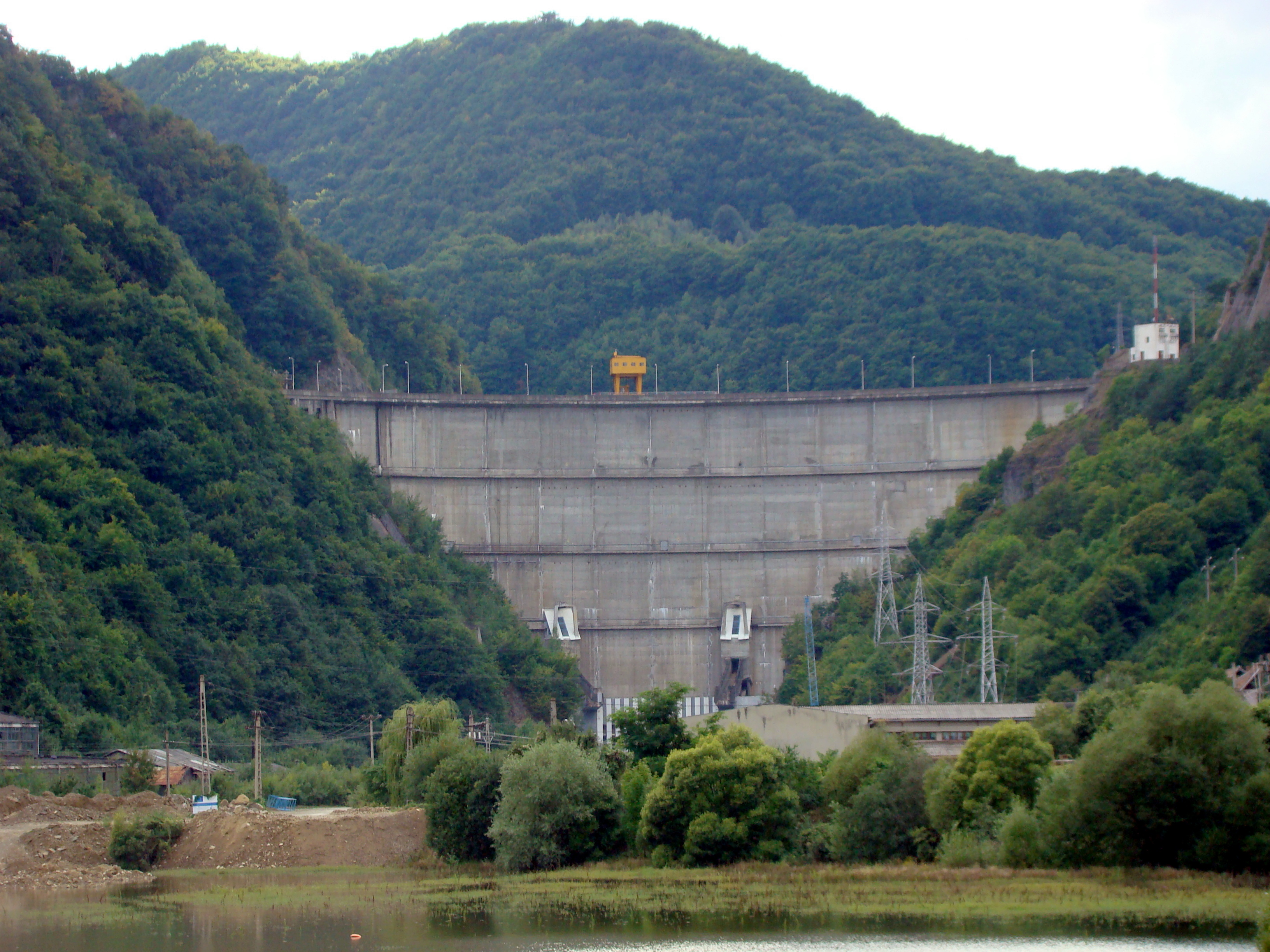
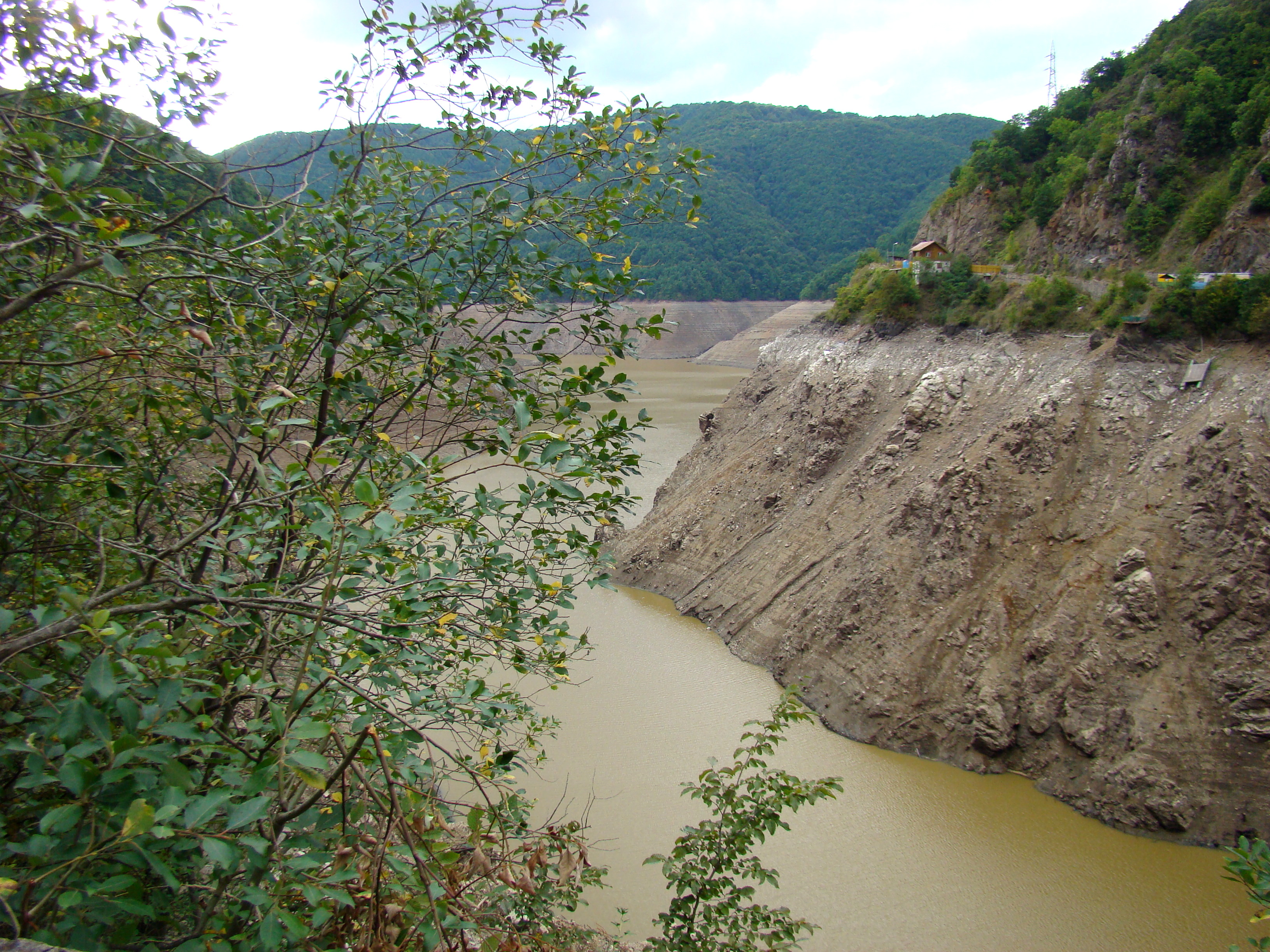
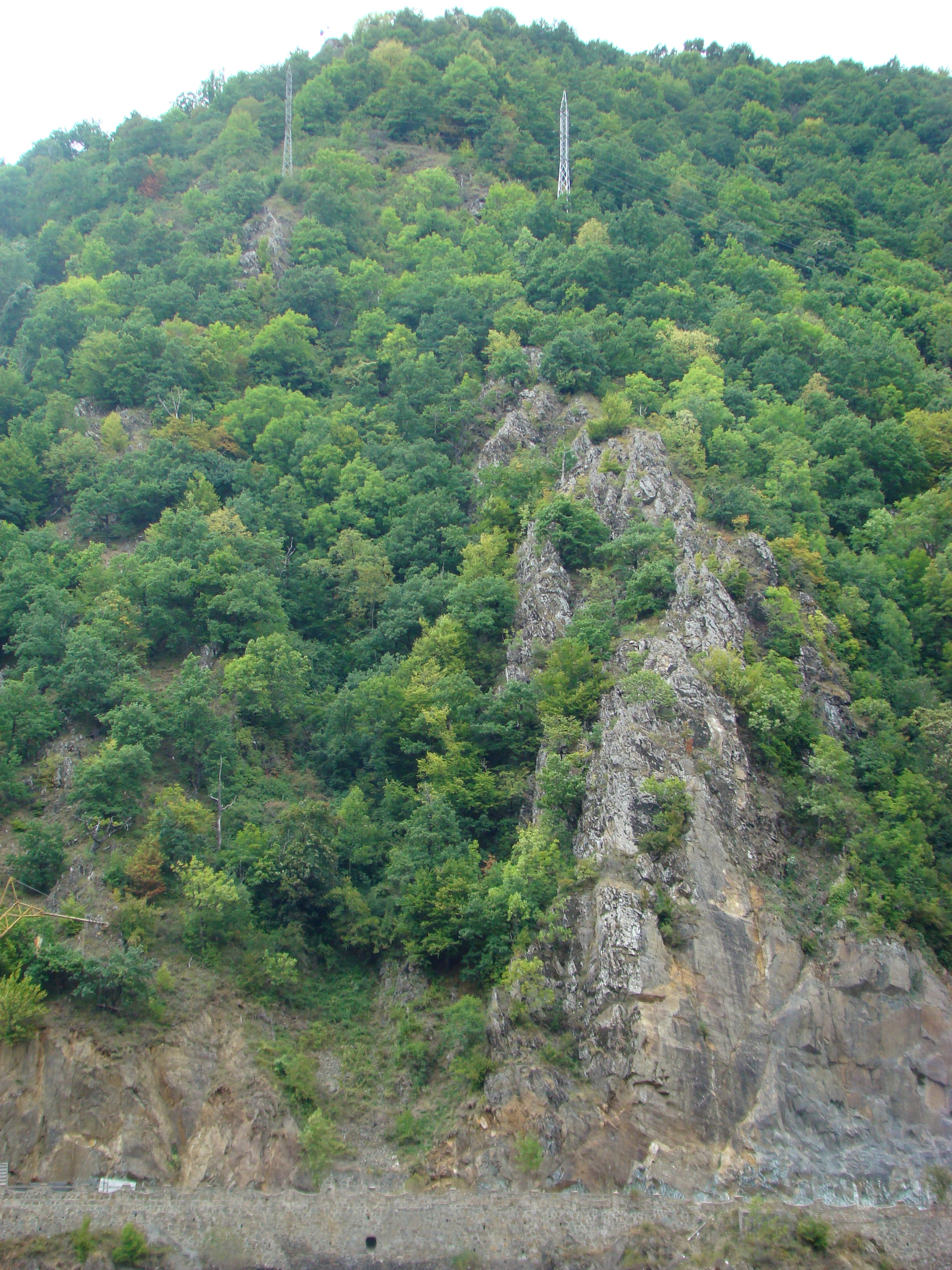
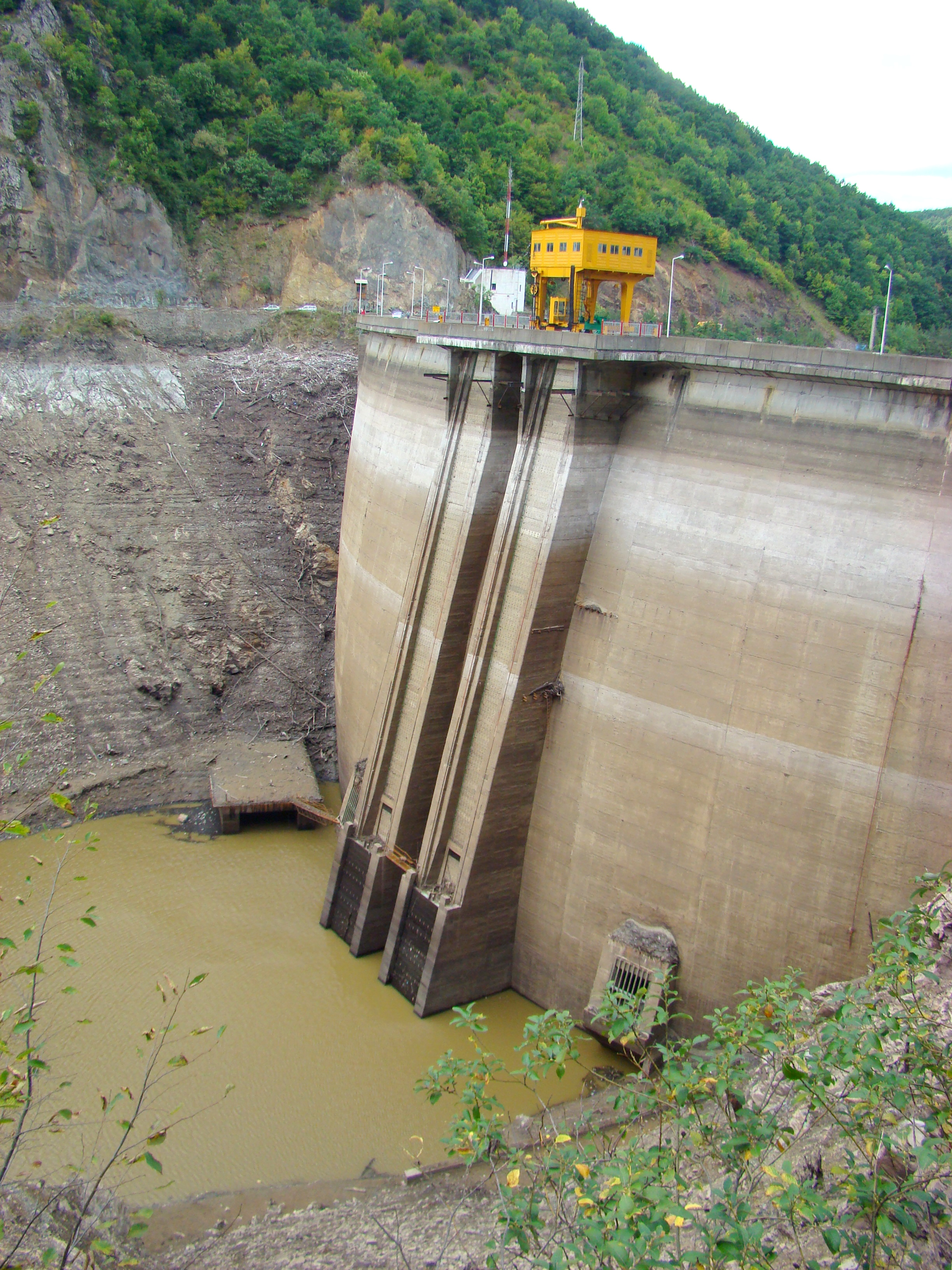
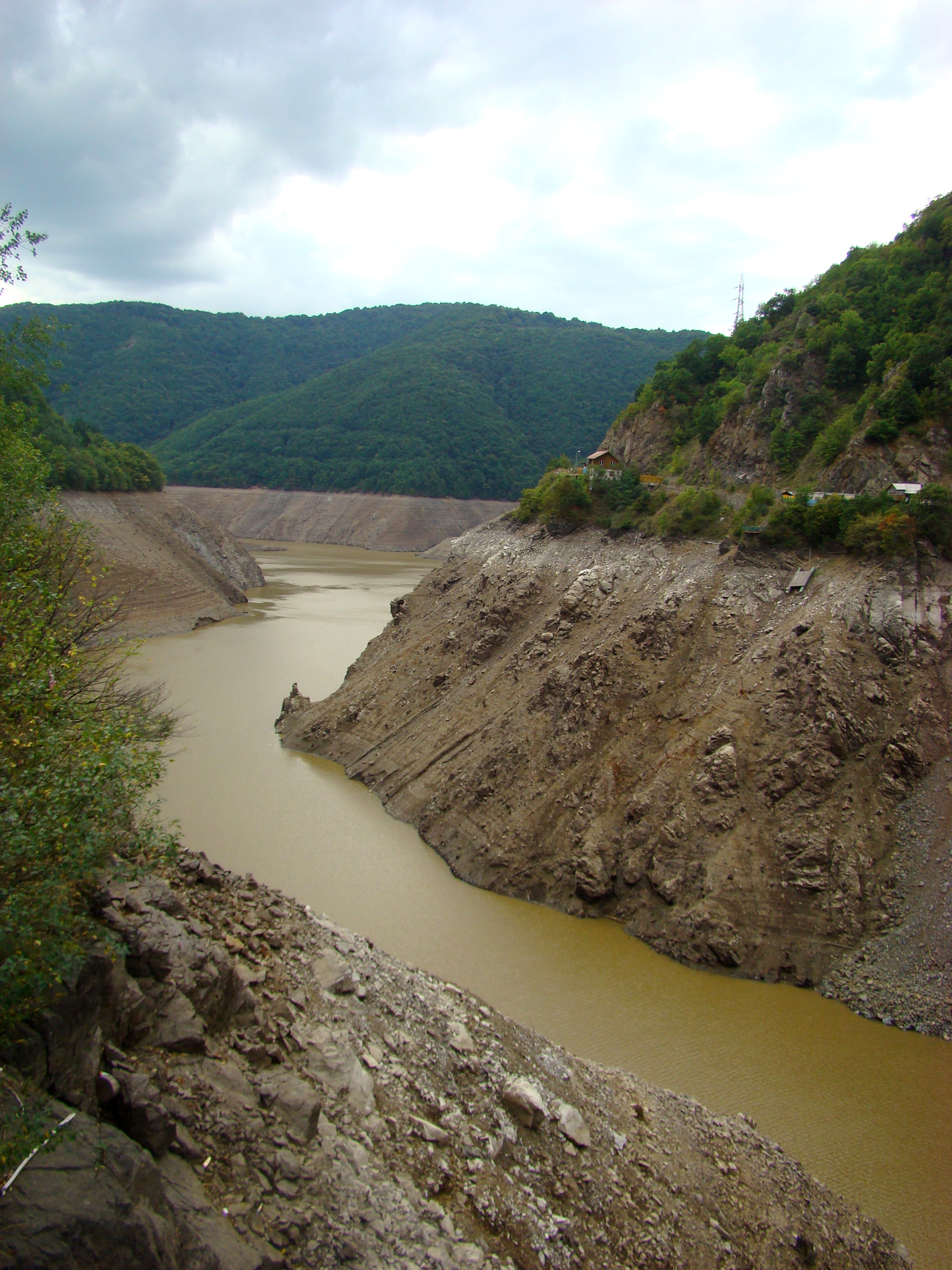
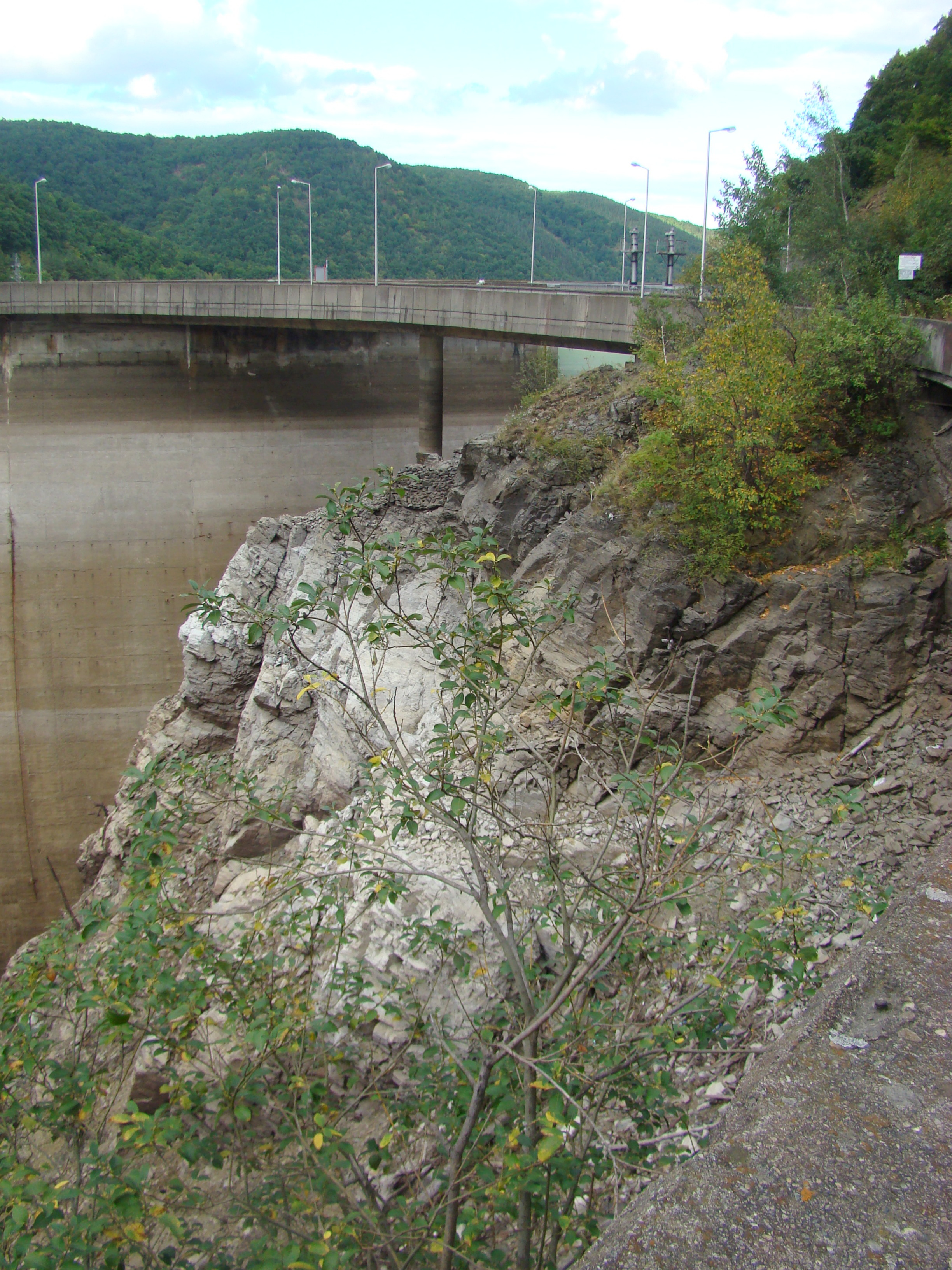
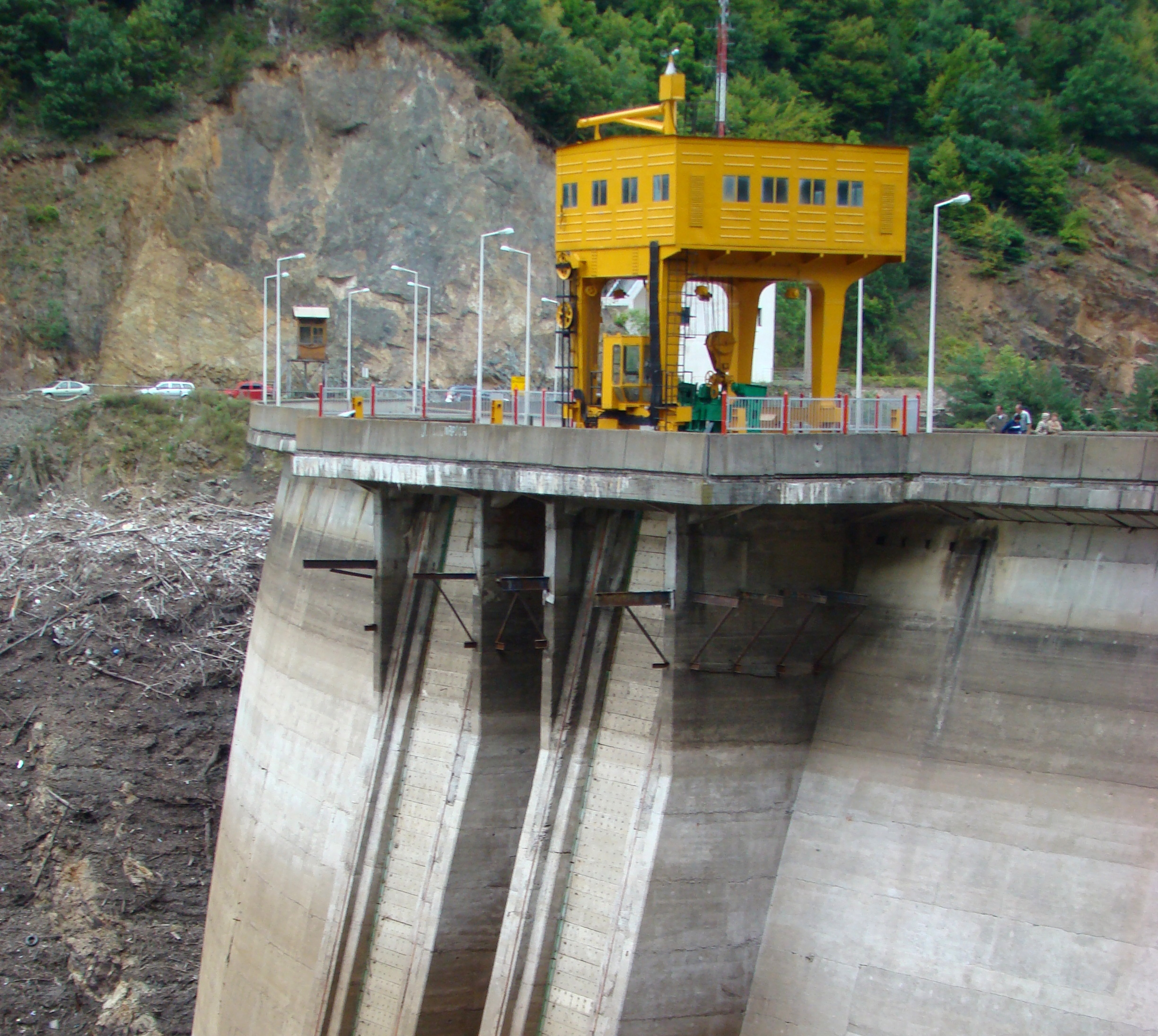
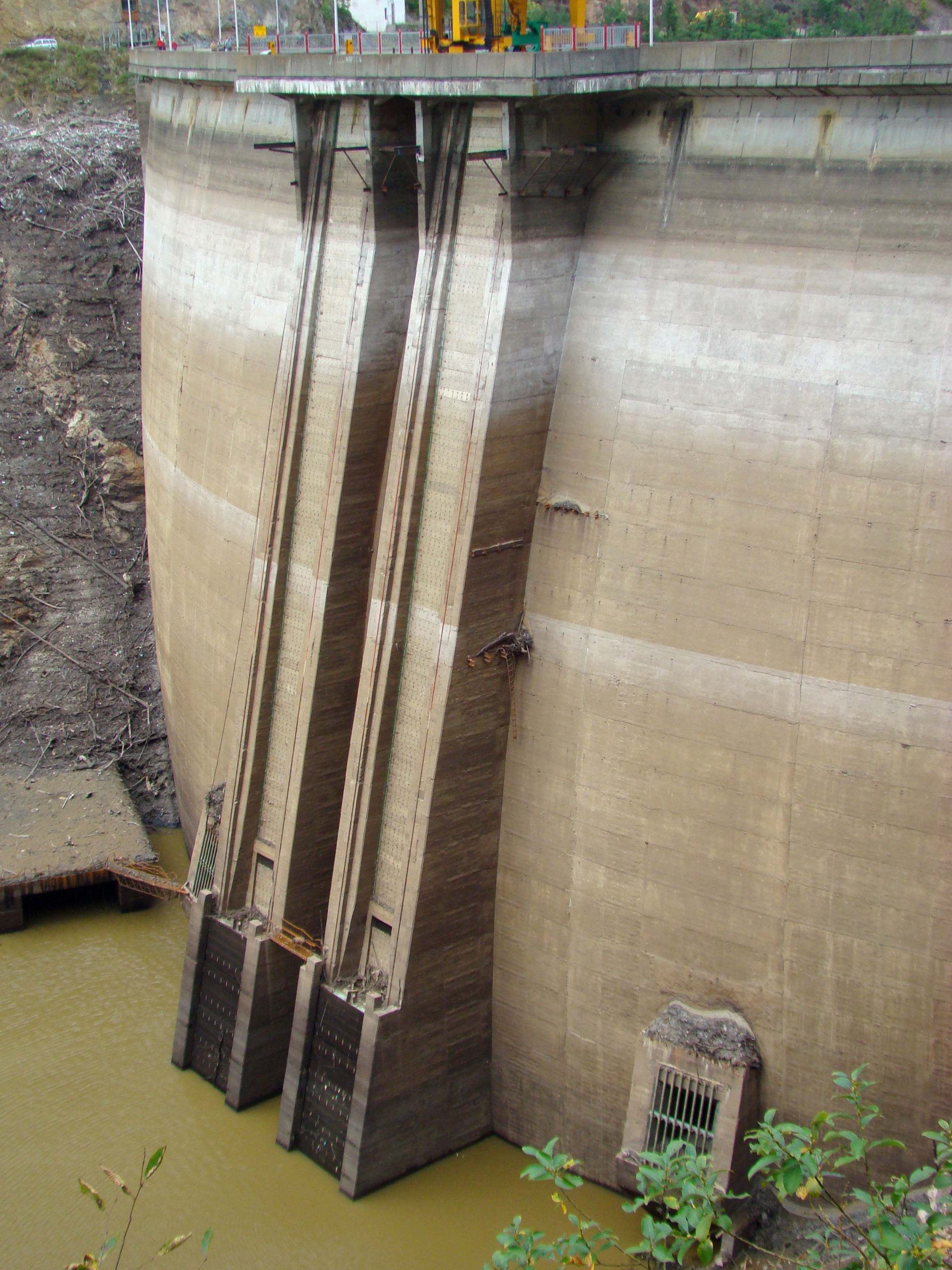
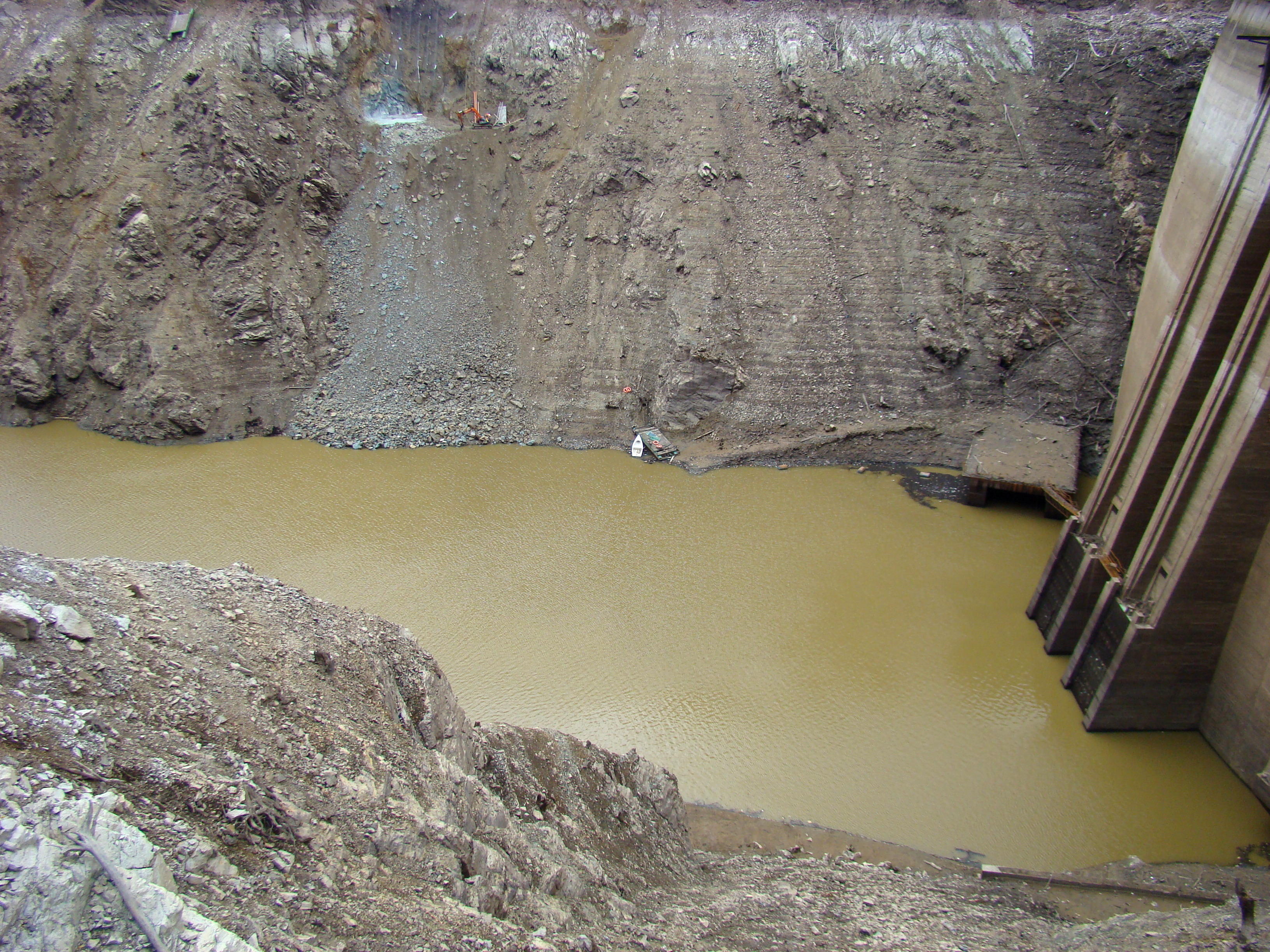
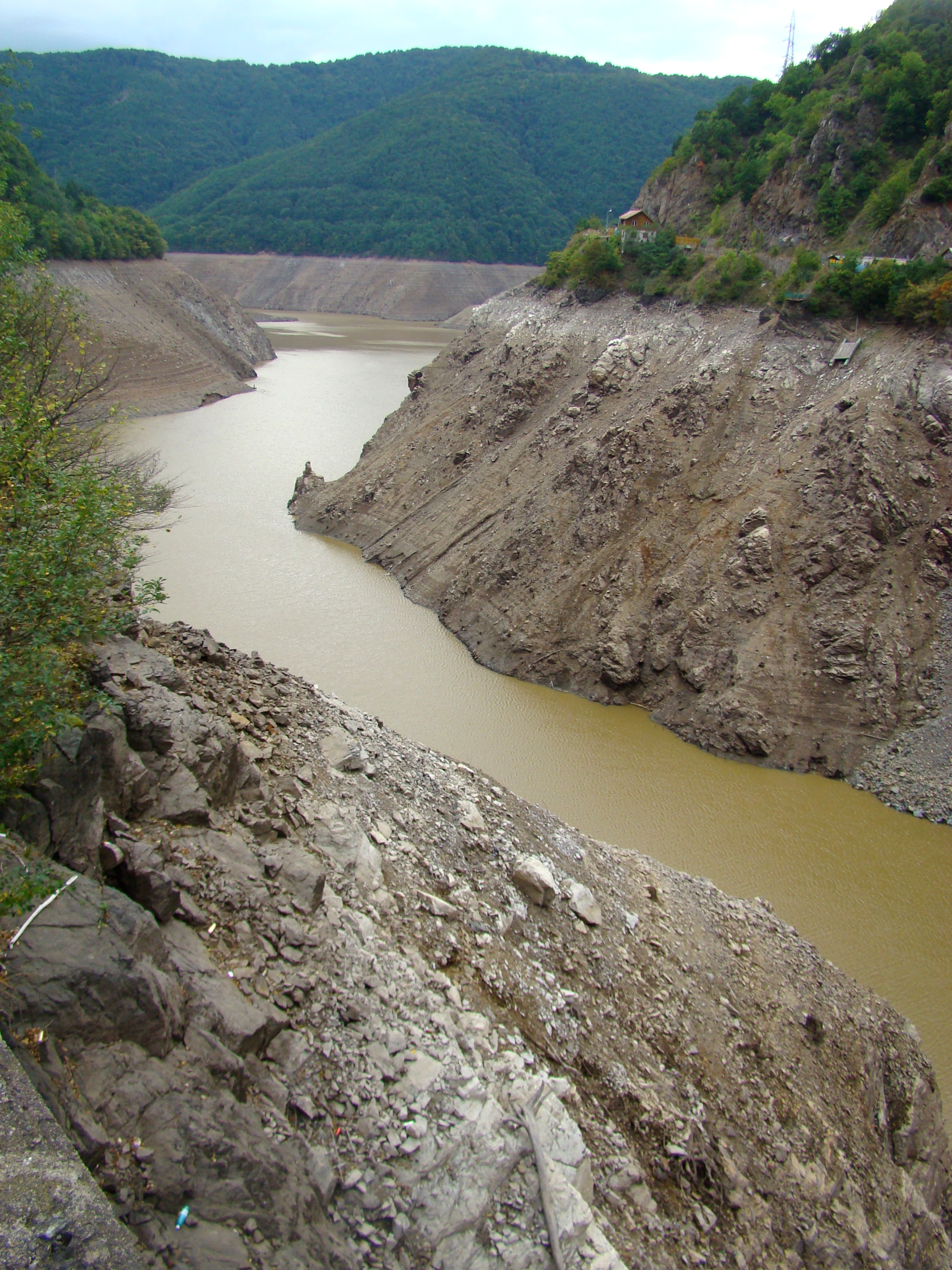
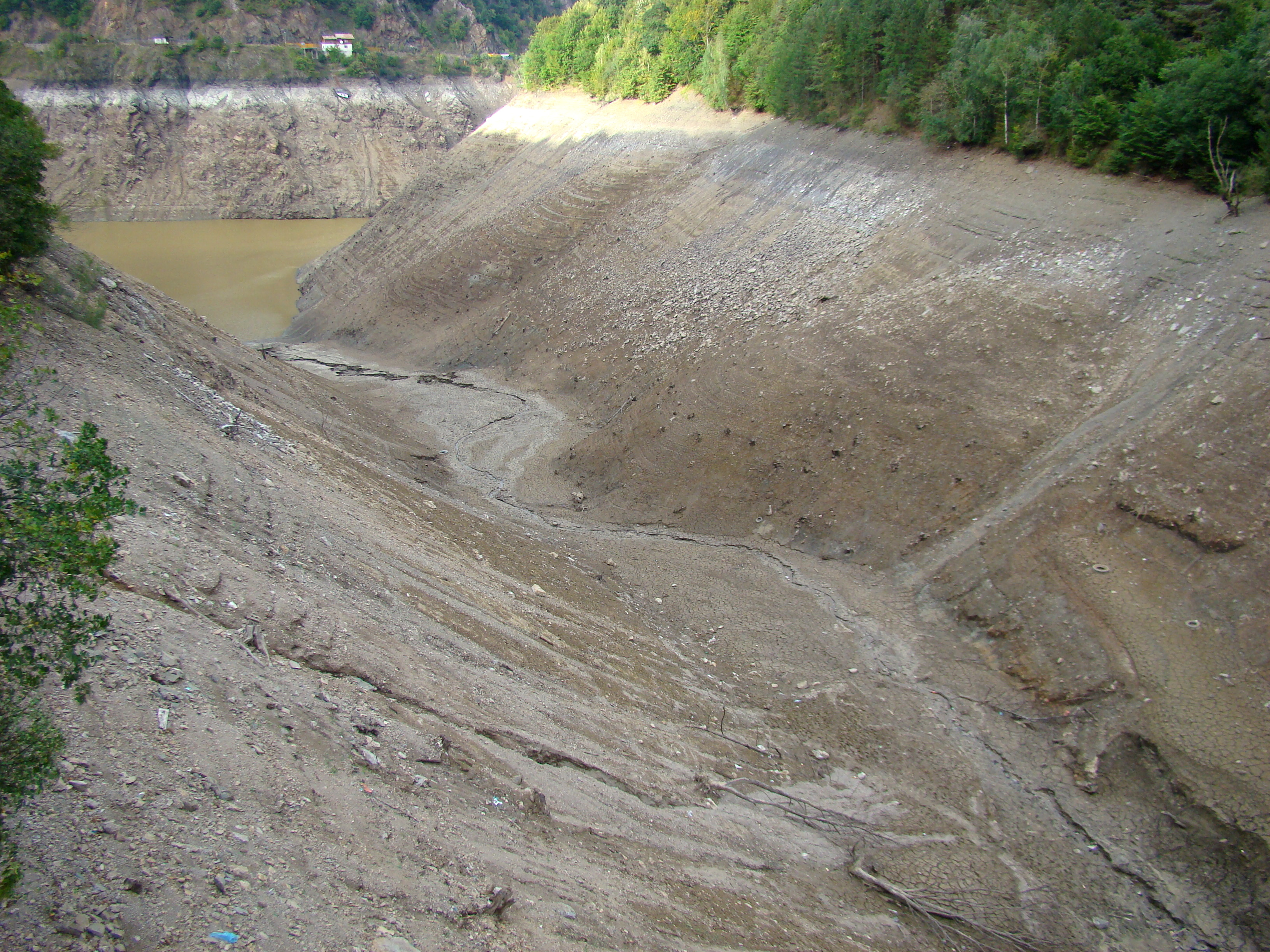
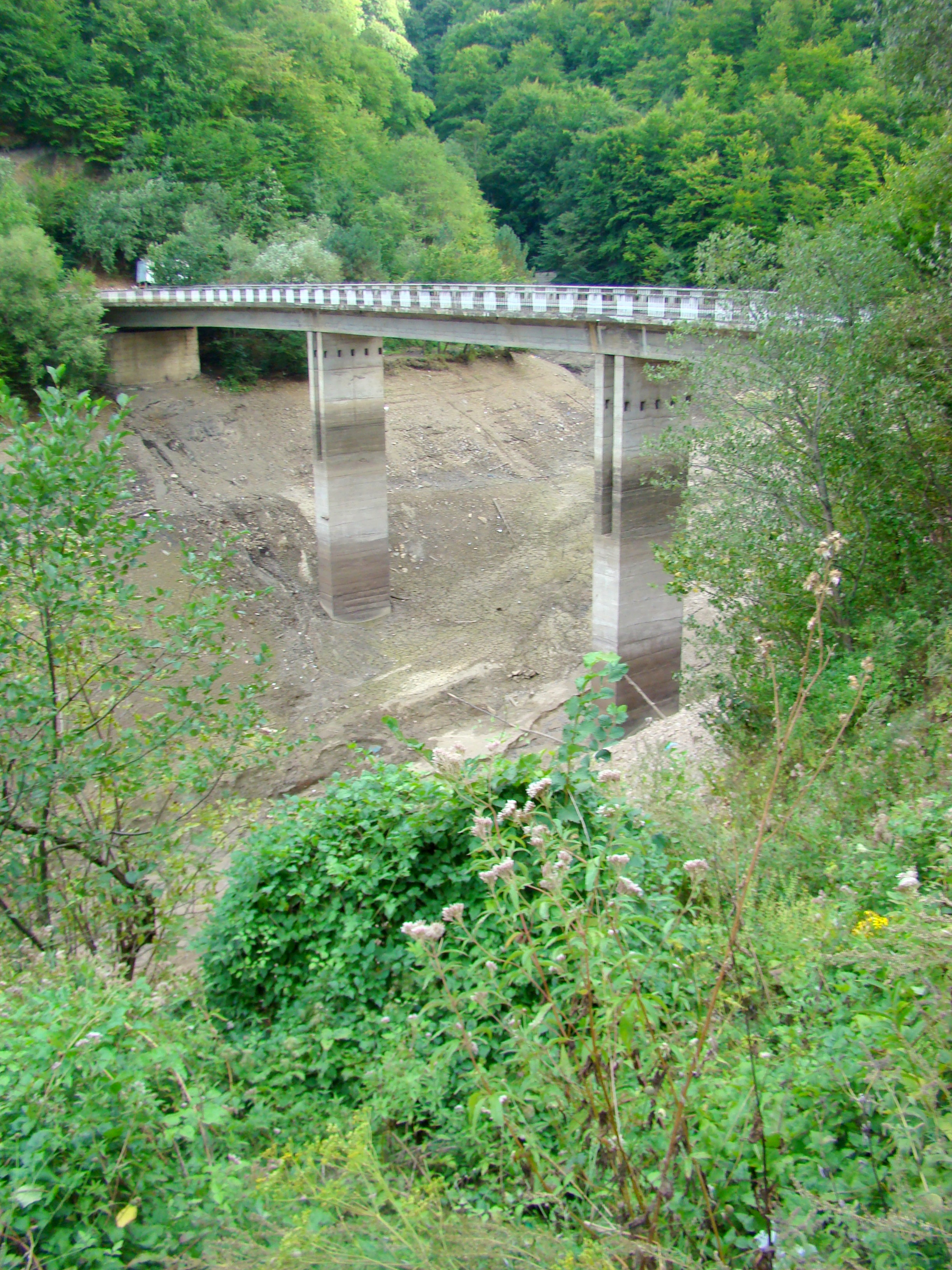
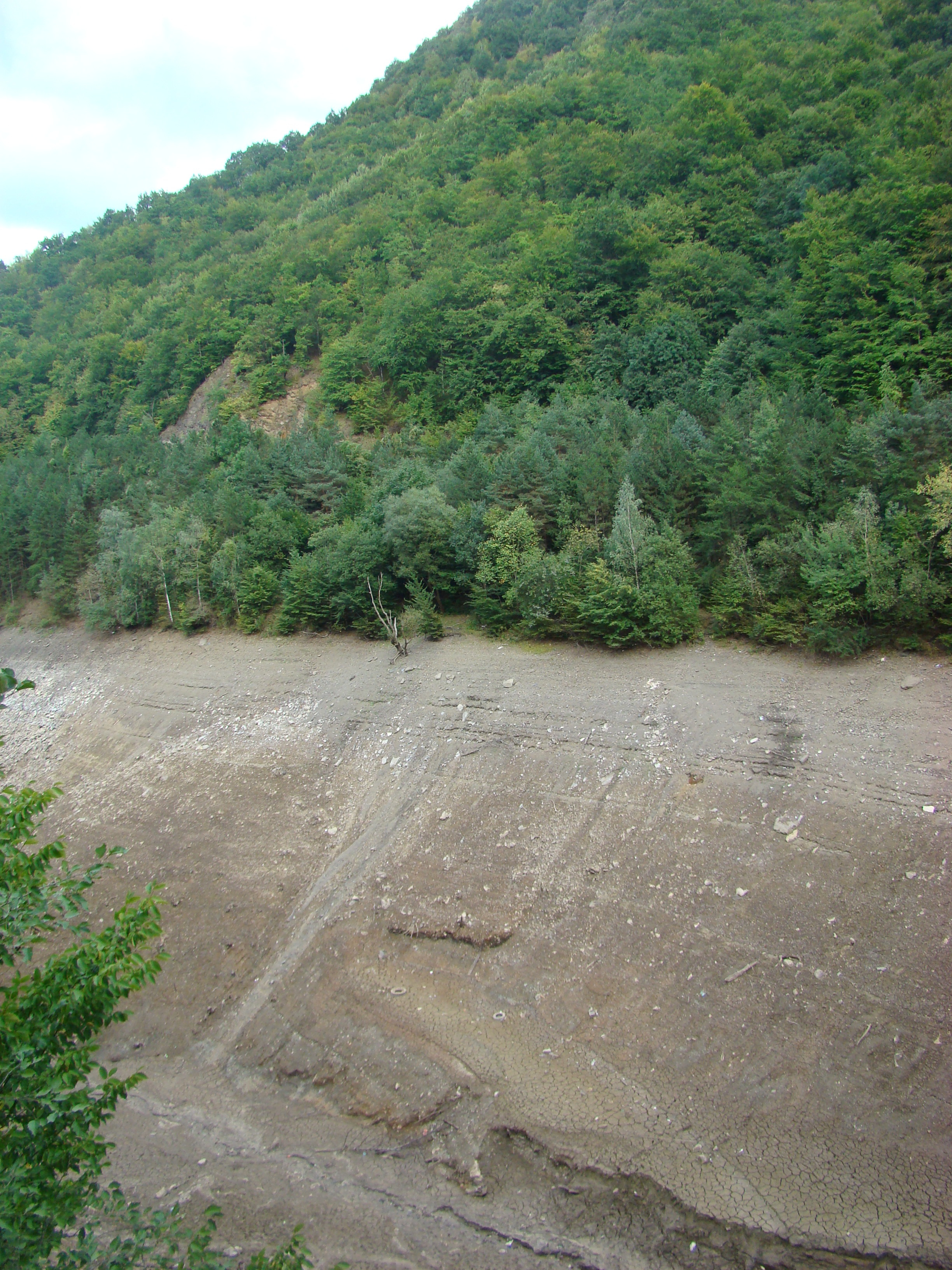
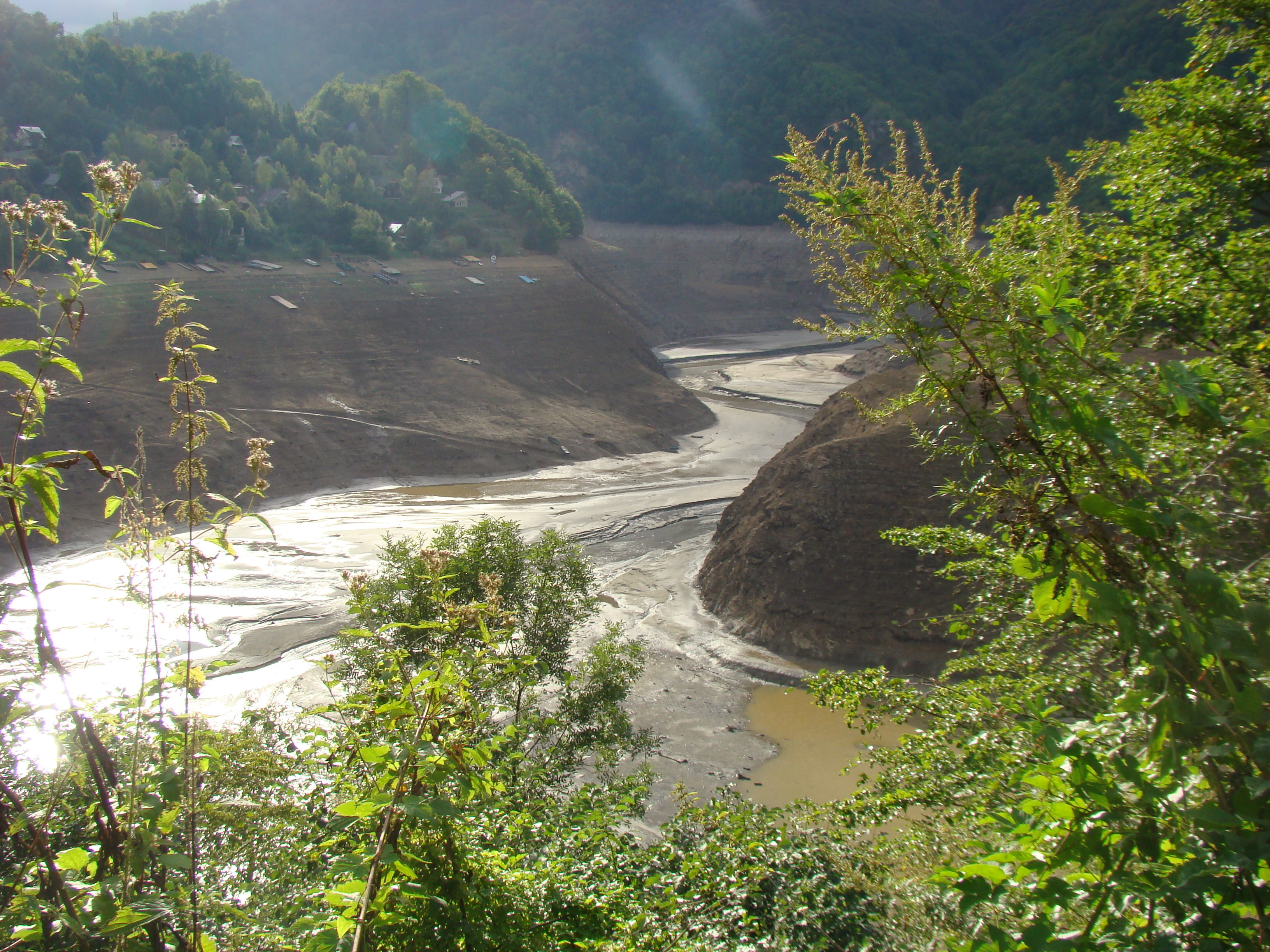
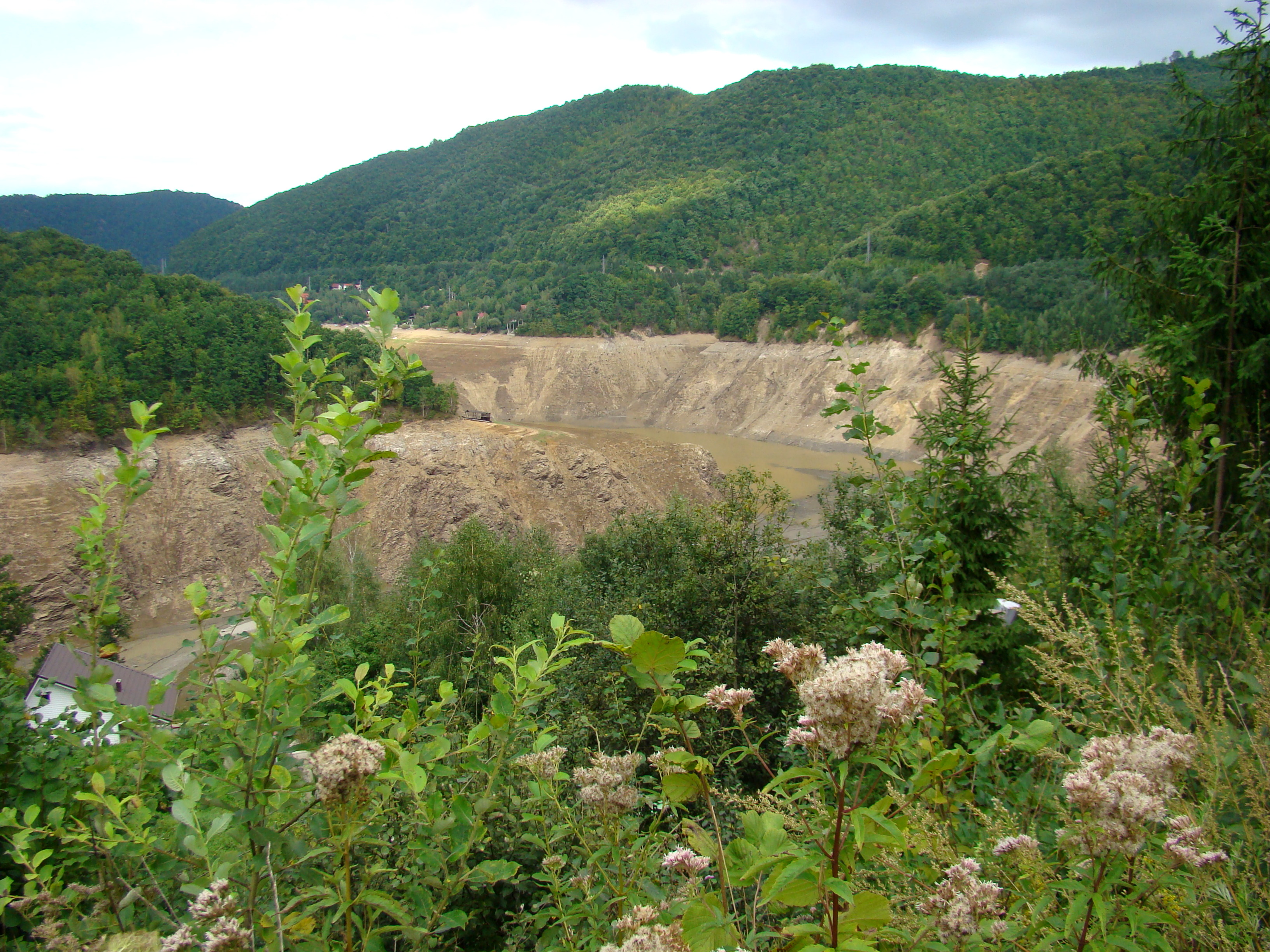
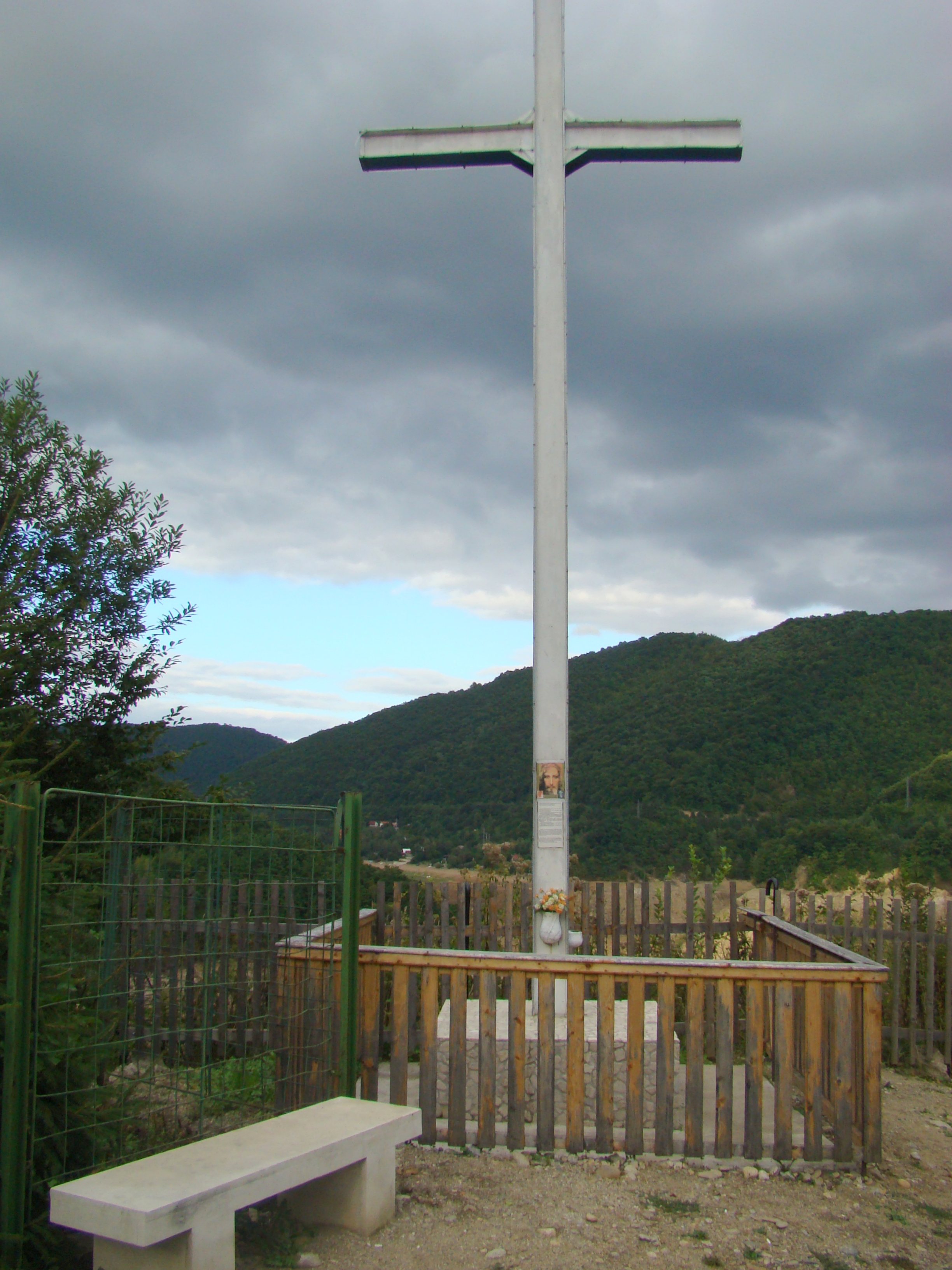
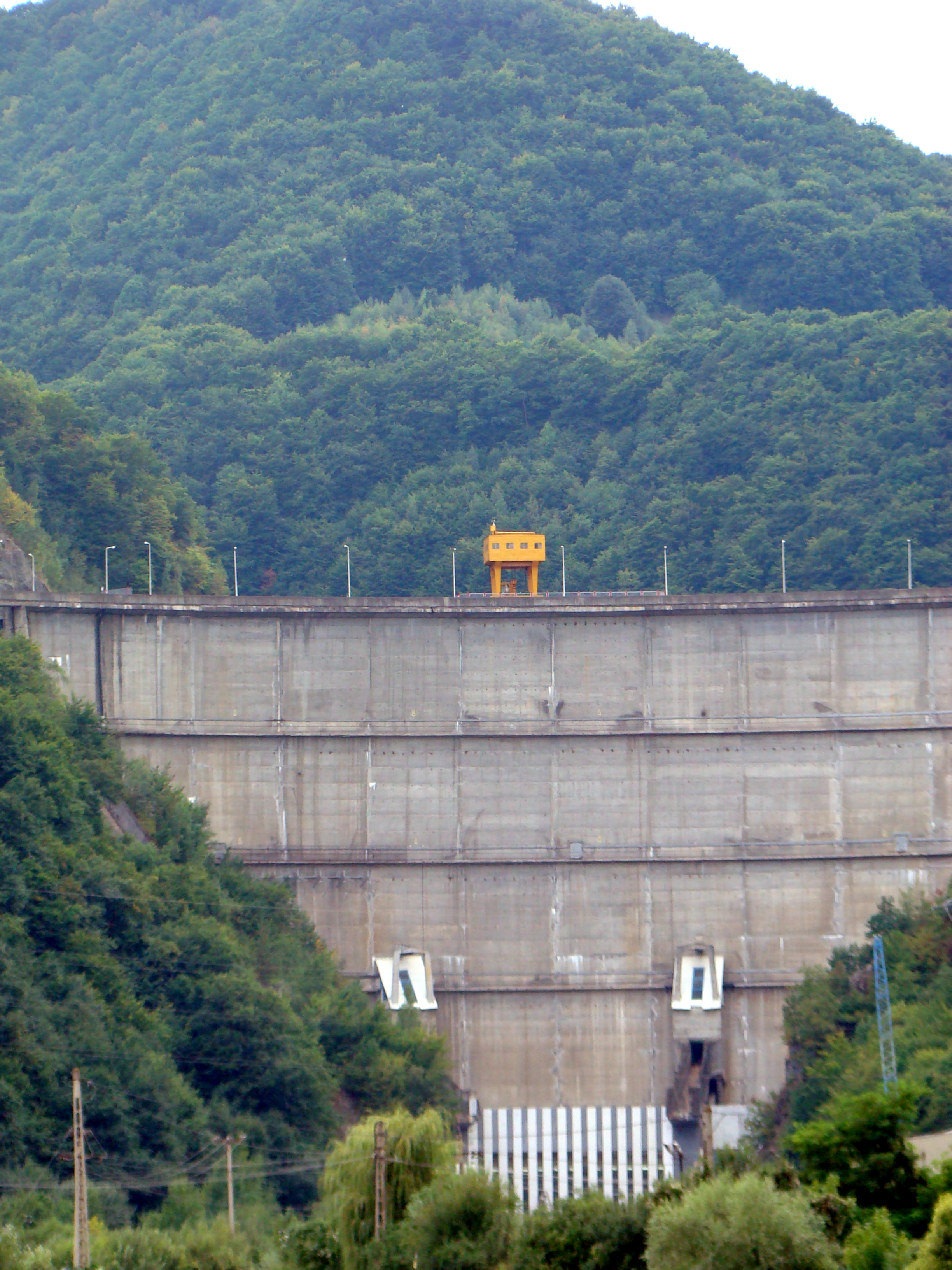